# Subaru R2

La Subaru R2 è stata annunciata in Giappone nel dicembre 2003, ed il nome era ispirato ad una Keicar prodotta dal 1969 al 1972, la Subaru R-2.

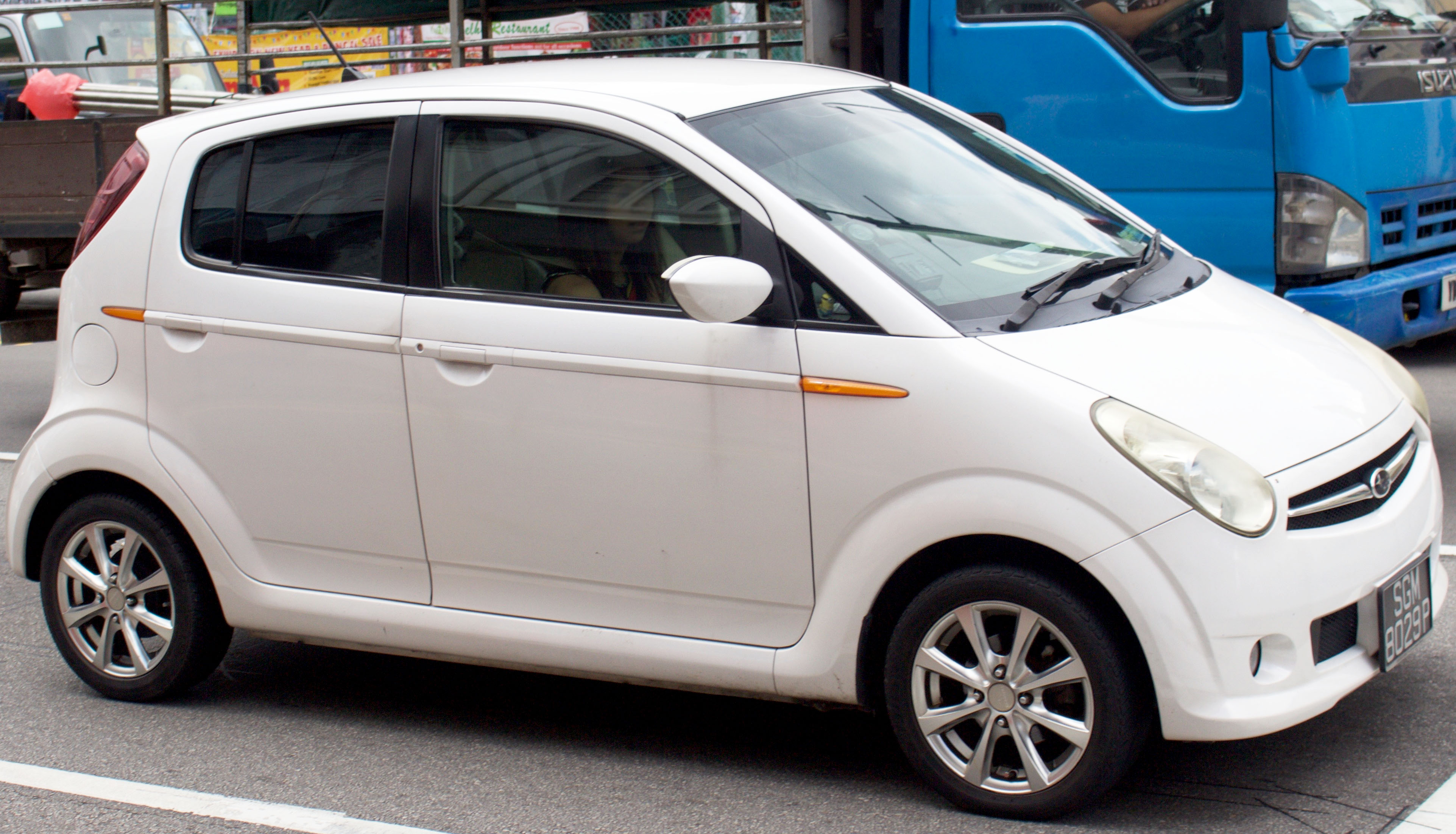
Restyling 2005

Lo stile riprende quello della Subaru Pleo, ma più arrotondato. Non monta un motore boxer, come la maggior parte delle Subaru, bensì un quattro cilindri in linea. Era disponibile sia a trazione posteriore che integrale. Poteva raggiungere una velocità massima di 150 km/h.

## Restyling 2005
Nel 2005, contemporaneamente alla presentazione della versione a 3 porte, la Subaru R1, è stata sottoposta ad un restyling che ha reso la mascherina anteriore più simile a quella della Subaru Legacy.
La produzione è stata terminata nel 2010.